# 八隅錦三郎
八隅 錦三郎（やすみ きんざぶろう、1889年〈明治22年〉5月4日 - 1960年〈昭和35年〉7月22日）は、大日本帝国陸軍軍人。最終階級は陸軍中将。

## 経歴・人物
福岡県出身。1912年（明治45年）陸軍士官学校第24期卒業、陸軍工兵少尉に任官。
1938年（昭和12年）工兵第101連隊長（上海派遣軍、第101師団）に任官し、支那事変に出征。クリーク争奪戦、武漢作戦、南昌会戦などで連隊を率いた。
その後、1939年（昭和13年）陸軍工兵大佐、1940年（昭和15年）陸軍工兵学校教導隊長、1941年（昭和16年）第2工兵隊司令部附を経て、大東亜戦争に入ると1942年（昭和17年）7月に第1工兵隊司令官（関東軍、第5軍）となり出征した。さらに同年8月に陸軍少将、1945年（昭和20年）4月30日には陸軍中将に昇進。同年5月5日に陸軍歩兵学校附、翌月の6月1日には第320師団長（関東軍、第17方面軍）に補任し、釜山付近で陣地構築および練兵中に終戦を迎えた。
1947年（昭和22年）11月28日、公職追放仮指定を受けた。

## 栄典
位階
- 1913年（大正2年）2月20日 - 正八位[7]

勲章等
- 1943年（昭和18年）10月9日 - 勲二等瑞宝章[8]